# Доброволна спортна организация
Доброволните спортни организации (ДСО) са казионни организации за масова физкултура и спорт и съставляват важна част от организацията и структурата на спортното движение в България между 1949 и 1957 г. Те са изградени на мястото на съществуващите до есента на 1949 г. физкултурни дружества чрез директно копиране в български условия на модела на доброволните спортни организации в Съветския съюз. Подобен процес на изграждане на същите доброволни спортни организации по същото време има и в другите страни с „народни демокрации“ в Източна Европа – Полша, Чехословакия, Унгария, Румъния и Албания.
ДСО са създадени във връзка с решение на Централния комитет на Българската комунистическа партия от 27 август 1949 г. Тяхната задача е да изпълнят партийните решения за масовизиране на физкултурата, спорта и туризма сред населението, да подготвят носители на значка по българските републикански физкултурни комплекси „Готов за труд и отбрана“ /ГТО/ и „Бъди готов за труд и отбрана“ /БГТО/, да излълчат чрез покриване на норми от единната републиканска спортна класификация /ЕРСК/ спортисти-разрядници, кандидат-майстори на спорта, майстори на спорта и заслужили майстори на спорта.
Доброволните спортни организации са изградени към отрасловите профсъюзи, към Министерството на вътрешните работи, към Комитета за изкуство, наука и култура. Без да са ДСО, подобни организации се изграждат и към Министерството на отбраната.
Характерна за ДСО е централизираната структура на управление. Всяка от тях се ръководи от Централен съвет в София, а по места са изградени Градски и Окръжни съвети, които ръководят дейността на организацията, съответно на територията на големите градове и на окръзите. 
По-същия начин са изградени и отборите на ДСО в отделните видове спорт. Например в републиканските първенства (без футбола) участват представителните отбори на Централните съвети на ДСО (сборни отбори, съставени от предимно софийски и най-добрите провинциални състезатели).
Съответно на градско ниво всяка ДСО има представителен градски отбор, който е съставен от най-добрите състезатели на отделните колективи към организацията в съответното населено място.
Основна организационна единица на ДСО е физкултурният колектив, който се изгражда по месторабота в съответните предприятия и ведомства. Фактически тези колективи в голямата си част са съществували и преди въвеждането на ДСО като сектори към съществувалите дотогава физкултурни дружества.

## Създаване
Централният комитет на управляващата Българска комунистическа партия излиза с обнародвано на 27 август 1949 г. „Решение за състоянието на физическата култура и спорта и задачите на партията в тази област“.
В решението си ЦК на БКП предлага върховната организация на спортното движение в България – Народният физкултурен съюз, да бъде закрит и на негово място да бъдат изградени „самодейни физкултурни организации по линията на профсъюзите и ведомствата.“
Според решението, Централният съвет на Общия работнически професионален съюз /ОРПС/ и централните ръководства на отделните профсъюзи са натоварени да вземат всички необходими мерки за разгръщане на масовата физкултурна и спортна дейност сред работниците и служещите.
По-нататък ЦК на БКП чертае пътя на бъдещите „самодейни профсъюзни физкултурни дружества и колективи“, и посочва, че те трябва да развиват всички видове спорт и на първо място: гимнастика, лека атлетика, плуване, ски, спортна стрелба, колоездене, туризъм и т.н., и спортните игри: волейбол, баскетбол, футбол.
На 17 септември 1949 г. Върховният комитет по физическа култура и спорт /ВКФС/ към Министерския съвет обнародва приетата предния ден своя инструкция, с която обявява, че се преминава към изпълнение на решенията на ЦК на БКП за физкултурата и спорта. В нея между другото се посочва:
„ВКФС, в съгласие с Централния съвет на ОПРС, Министерството на народната отбрана, министерството на вътрешните работи и Комитета за наука, изкуство и култура реши:
Да се създадат от всички досегашни [физкултурни] дружества 6 (шест) доброволни спортни организации (ДСО), разделени на ведомствен и професионален принцип."
Първоначално създадените през октомври 1949 г. ДСО са „Спартак“, „Академик“, „Енергия“, „Динамо“, „Строител“ и „Червено знаме“. От януари 1951 г. са създадени ДСО „Локомотив“ и ДСО „Ударник“, а през 1952 г.: ДСО „Миньор“ и ДСО „Септември“. През 1953 г. се появява и ДСО „Урожай“.
|                | Ведомствени ДСО |
| -------------- | --- |
|                | Доброволна спортна организация „Спартак“ към Министерството на вътрешните работи обхваща служителите под неговото ведомство. Организацията е активна в периода 1949-1957 г. |
| ДСО „Академик“ | Доброволна спортна организация „Академик“ към отдела за висше образование към Комитета за наука, изкуство и култура обхваща всички студенти, преподаватели и професори. Организацията е активна в периода 1949-1957 г. През 1949 г. са изградени Градски съвети на ДСО „Академик“ само в градовете София, Пловдив, Варна и Свищов, където са разположени всички висши учебни заведения в страната по това време. |
| ДСО „Ударник“  | Доброволна спортна организация „Ударник“ обхваща всички трудослужащи и служители в системата на Трудовата повинност, по-късно Строителни войски. Организацията е активна периода 1951-1957 г. В свое заседание от 4 януари 1951 г. ВКФС взема решение по предложение на Централното управление за специално строителство (както по това време се наричат трудовите войски) от ДСО „Строител“ да се отдели нова ДСО „Ударник“, която да обхване само трудослужещите при Трудовата повинност. Градски съвети на ДСО „Ударник“ са изградени само в населените места, където са базирани щабовете на техните дивизии – София, Плевен, Пловдив, Бургас, Стара Загора, Търново и Коларовград (дн. Шумен. По-късно дивизията е предислоцирана във Варна). |

### Военни спортни организации
При Министерството на народната отбрана не се изгражда доброволна спортна организация, обаче войската има право да участва със свои представителни отбори във всички състезания за първенства. Почти във всяко населено място, където има гарнизон или поделение на армията, още в периода 1948-49 са изградени военни спортни организации, които първоначално носят отделни имена с допълнението "при ДНВ" (Дом на народната войска). Такива например са Септември при ДНВ (София), Ботев при ДНВ (Пловдив), Ботев при ДНВ (Варна), Добруджански воин при ДНВ (Добрич), Септември при ДНВ (Силистра), Дунавец при ДНВ (Русе) и др.
По-късно имената на военните спортни организации са унифицирани, като централната военна спортна организация в София носи последователно имената ЦДНВ (Централен дом на народната войска), ЦДНА (Централен дом на народната армия) и ЦСКА (Централен спортен клуб на армията), а тези в отделните населени места в провинцията съответно ДНВ (Дом на народната войска), ДНА (Дом на народната армия) и СКНА (Спортен клуб на народната армия). Някои видове войски създават свои отделни представителни спортни клубове, като например ВМС във Варна (Военно-морски сили) или ВВС в София (Военно-въздушни сили).
|                     | Профсъюзни ДСО |
| ------------------- | --- |
| ДСО „Динамо“        | Доброволна спортна организация „Динамо“ обхваща профсъюзите на пощенци, продоволственици, текстилци, тютюноработници, графици и кожарообработващи. Организацията е активна в периода 1949-1957 г. |
| ДСО „Торпедо“       | Доброволна спортна организация „Енергия“ обхваща профсъюзите на транспортните работници, металици, електроработници, химици, рудничари. Организацията е активна в периода 1949-1957 г. В заседание на 6 октомври 1949 г. Централният съвет на ДСО „Енергия“ решава да промени името на организацията на ДСО „Торпедо“. Това решение е потвърдено от ВКФС в заседанието му от 11 октомври с.г. В свое заседание от 4 януари 1951 г. ВКФС взема решение от ДСО „Торпедо“ да се отдели нова ДСО „Локомотив“, която да обхване само профсъюзите на транспортните работници. Същевременно от тази дата ДСО „Торпедо“ продължава да съществува като организация само на металици, електроработници, химици, рудничари. През 1952 г. от ДСО „Торпедо“ се отделя ДСО „Миньор“, която да обхване миньорите и служителите в минната индустрия. |
| ДСО „Червено знаме“ | Доброволна спортна организация „Червено знаме“ обхваща профсъюзите на административните, здравно-хигиенните, културно-обществените, театралните, музикалните, просветните работници и тези по кредита и размяната. Организацията е активна в периода 1949-1957 г. |
| ДСО „Строител“      | Доброволна спортна организация „Строител“ обхваща трудослужещите при Трудовата повинност, профсъюзите на строителите, земеделско-стопанските, горските и дърводелските работници. Организацията е активна в периода 1949-1957 г. В свое заседание от 4 януари 1951 г. ВКФС взема решение от ДСО „Строител“ да се отдели нова ДСО „Ударник“, която да обхване само трудослужещите при Трудовата повинност, която така или иначе не е профсъюзна, а ведомствена организация. Същевременно от тази дата ДСО „Строител“ продължава да съществува като организация само профсъюзите на строителите, земеделско-стопанските, горските и дърводелските работници. |
| ДСО „Локомотив“     | Доброволна спортна организация „Локомотив“ обхваща профсъюза на транспортните работници. Организацията е активна в периода 1951-1957 г. В свое заседание от 4 януари 1951 г. ВКФС взема решение от ДСО „Торпедо“ да се отдели нова ДСО „Локомотив“, която да обхване само профсъюзите на транспортните работници. Същевременно от тази дата ДСО „Торпедо“ продължава да съществува като организация само на металици, електроработници, химици, рудничари. |

## Реорганизацията през есента на 1949 г.
Организацията на спортното движение в България преживява редица насилствени промени в периода след Деветосептемврийския преврат през 1944 г. С наложен диктат от страна на управляващата Българска комунистическа партия през есента на 1949 г. се преминава към директно копиране на модела на спортното движение от СССР. Тъй като подобен процес по същото време тече и в останалите социалистически страни от Източна Европа, може да се предположи, че тази промяна е била наложена централно от Москва.  
В периода след 1944 г. повечето физкултурни дружества са изградени на териториален принцип, но съществуват и редица ведомствени дружества при МВР, МНО, БДЖ, към различни общински администрации, големи предприятия и учреждения.
Моделът на ДСО категорично поставя организацията на спортното движение в България единствено на ведомствена или профсъюзна основа. Спортуването и участието в спортни състезания вече става само и единствено на база месторабота. 
Ако си бил работник или служител след 17 септември 1949 г., можеш да се състезаваш само от името на ДСО, към която се причислява твоят профсъюз. Ако си бил наборен или кадрови военнослужещ, можеш да се състезаваш само във военен отбор. Ако си бил студент или преподавател във висше учебно заведени, може да се състезаваш само от името на ДСО „Академик“. Ако си бил служител в системата на Министерството на вътрешните работи можеш да се състезаваш само от името на ДСО „Спартак“.
При това положение съществувалите до есента на 1949 г. физкултурни дружества са разформировани и ликвидирани, а състезателите им са пренасочени към новите ДСО според текущата им месторабота.
Все пак има отделни физкултурни дружества, които макар и да са ликвидирани юридически, на практика успяват да се съхранят в системата на ДСО. Такъв емблематичен пример е пощенското физкултурно дружество „Левски“ от София, което практически става основа за изграждането на ДСО „Динамо“ в столицата. Същото се случва и с физкултурно дружество „Славия“ от София, което поради факта, че се намира „под шапката“ на Трудовата повинност се преобразува в ДСО „Строител“, а от началото на 1951 г. в ДСО „Ударник“.
Съществуващите навсякъде към този момент военни физкултурни дружества се запазват. Такива са случаите с ЦДНВ (София), Ботев при ДНВ (Пловдив), Ботев при ДНВ (Варна) и др.
Съществувалите дотогава железничарски физкултурни дружества „Локомотив“ повсеместно се преобразуват в ДСО „Торпедо“, а в началото на 1951 г. логично се отделят самостоятелно като ДСО „Локомотив“. Такива са случаите в София, Пловдив, Стара Загора, Бургас, Варна, Русе, Горна Оряховица, Дряново, Плевен, Мездра и др.
Преди реформата почти във всяко по-голямо населено място са съществували физкултурни дружества „Спартак“ към МВР. Всички те естествено стават основата за създаването на ДСО „Спартак“ в София, Пловдив, Варна, Русе, Плевен и др. Подобен е и случаят със студентското физкултурно дружество „Академик“ в столицата, което се преобразува в ДСО „Академик“. 

## Закриване
В началото на 1957 годината е взето решение да се премахне системата на ДСО. През април и май 1957 г. ДСО постепенно се ликвидира – създадени са нови клубове въз основа на няколко ДСО, или на териториален принцип в рамките на всеки град. Някои от традиционните клубове са възстановени, а други, създадени въз основа на ДСО, но станали популярни продължават да съществуват.
Също така голяма част от клубовете запазват връзките си с индустрията или държавата (клубовете Спартак с полицията, клубовете Локомотив – с транспорта и т.н.). Ето как този процес протича за клубовете в „А“ РФГ: – В София, ЦДНА, Локомотив и Спартак запазват имената си, ДСО Динамо е преименуван на Левски и ДСО Ударник - за Славия; - В Пловдив СКНА е преименуван на Ботев (все още запазва връзките си с армия), а Спартак запазва името си; - Във Варна СКНА е преименуван на Ботев (също се запазват връзките му с армията, докато Спартак запазва своето име, - Миньор (Димитрово) и Спартак (Плевен) запазват имената си, докато ДСО Червено знаме (Станке Димитров) промени името си на Марек (Станке Димитров).

## Наследството на ДСО
Отборите с имена „Спартак“ и „Локомотив“ повсеместно продължават съществуването си под тези имена и след разформироването на ДСО през 1957 г. чак до наши дни. Трябва да се подчертае обаче, че в повечето случаи те водят началото си от средата на 40-те години на XX-и век преди създаването на ДСО, а отделни железничарски спортни дружества са основани още в края на 20-те и през 30-те години на XX-и век.
Въпреки че Доброволните спортни организации са разформировани през 1957 г. и на тяхното място са изградени нови физкултурни дружества, в последвалите десетилетия до края на 80-те години на XX-ти век продължават да се срещат имена на отбори, наследени от времето на ДСО: Торпедо (Карлово), Торпедо (Казанлък), Червено знаме (Кубрат), Строител (Трояново), Червено знаме (Омуртаг), Динамо (Две могили), всички отбори с името „Миньор“, селските отбори с името „Урожай“ и т.н.
В наши дни съществуват отбори с името „Миньор“ от Перник, Бобов дол, Раднево, Сеново, Чипровци, Елшица, Бухово и др., Академик (Свищов), Септември (Симитли), Септември (Тервел) и др., чиито имена водят началото си от времето на Доброволните спортни организации.